# اچ‌ام‌ای‌اس نظام (جی۳۸)
اچ‌ام‌ای‌اس نظام (جی۳۸) (به انگلیسی: HMAS Nizam (G38)) یک کشتی بود که طول آن ۳۵۶ فوت ۶ اینچ (۱۰۸٫۶۶ متر) بود. این کشتی در سال ۱۹۴۰ ساخته شد.